# Taxeotis goniogramma
Taxeotis goniogramma är en fjärilsart som beskrevs av Edward Meyrick 1897. Taxeotis goniogramma ingår i släktet Taxeotis och familjen mätare. Inga underarter finns listade i Catalogue of Life.